# Blaž Kocen
Blaž Kocen (německy Blasius Kozenn, česky dříve též Blažej Kozenn, 24. ledna 1821 Hotunje, Slovinsko – 29. května 1871 Hernals (dnes Vídeň) byl rakousko-uherský pedagog, zeměpisec a kartograf. Proslavil se především díky tomu, že sestavil první atlas pro střední školy v Rakousko-Uhersku, který byl vydán v řadě jazyků a ve více než stu vydáních. První německé vydání vyšlo v roce 1860.

## Život

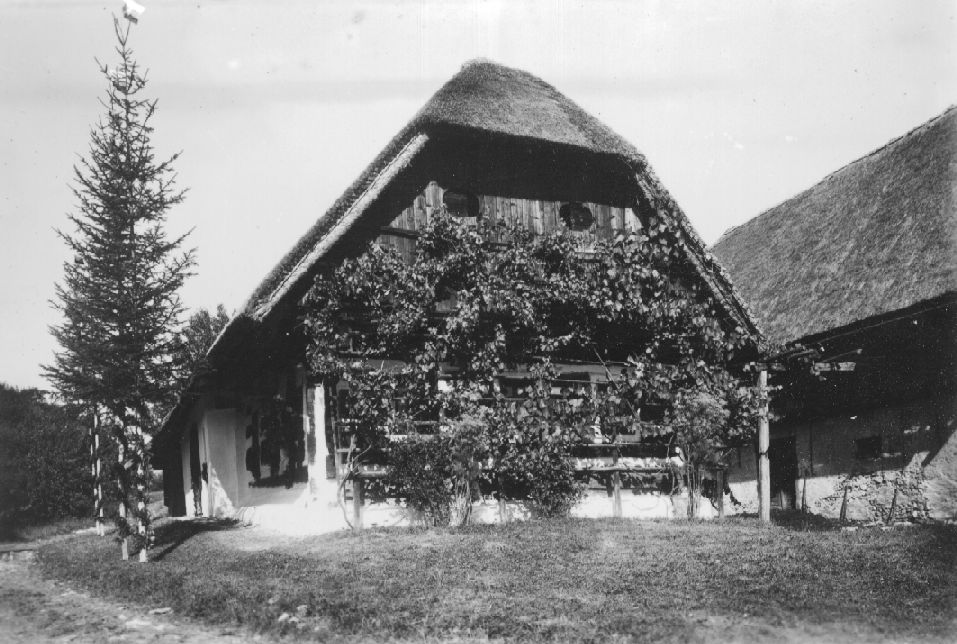
Rodný dům Blaže Kocena v Hotunji

Blaž Kocen se narodil v malé vesničce Hotunje (Schlindorf) poblíž Ponikvy (německy Ponigl, česky Ponkva) u Celje v bývalém Dolním Štýrsku v rodině slovinských drobných zemědělců Martina Kozena a jeho manželky Heleny. Po absolvování základní školy v Ponikvě jej jeho učitel jako nadaného žáka doporučil ke studiu na gymnáziu v Celji, které navštěvoval v letech 1834–1839. V roce 1840–1841 studoval filosofii ve Štýrském Hradci a poté v letech 1841–1845 teologii v Klagenfurtu. V roce 1845 byl rovněž vysvěcen na kněze a pět let působil jako kaplan v obcích Laško (Tüffer), Šoštanj (Schönstein) a Rogaška (Rohitsch)
Po reformě rakouských gymnázií přešel z kněžské do školské služby. Od roku 1850 do roku 1852 působil jako suplent matematiky a fyziky na střední škole v Celji. Po dvou letech odešel do Vídně, kde studoval na universitě matematiku, fyziku a přírodopis a zkoušku způsobilosti k vyučování těchto předmětů složil v roce 1853 s vyznamenáním. V roce 1854 byl přijat do státní služby a vyučoval v Lublani, ve Štýrském Hradci a v letech 1855–1858 v Gorizi (Pomoří). Zde napsal učebnici Grundzüge der Geographie für die 1. Classe der Mittel- und Bürgerschulen (Základy zeměpisu pro 1. třídu středních a měšťanských škol), která poprvé vyšla v roce 1858 v Pešti a ve Vídni) a dále studii Das Klima von Görz (Klima Provincie Gorica). Od roku 1858 vyučoval na c. a k. německém vyšším gymnáziu v Olomouci. Aktivně se podílel na vzniku nového typu středních škol – reálek a v roce 1863 byl jmenován školním radou. V roce 1870 odešel ze zdravotních důvodů do předčasného důchodu. Přestěhoval se do vídeňského předměstí Hernals, kde zemřel dne 29. května 1871 na tyfus ve věku 50 let.
Jako geograf a kartograf byl samoukem. Vzhledem k tomu, že nebyl členem Rakouské geografické společnosti ve Vídni (Österreichische Geographische Gesellschaft), ve zprávách společnosti není ani Kocenův nekrolog, ani zhodnocení jeho díla.

## Dílo

### Kozennův atlas

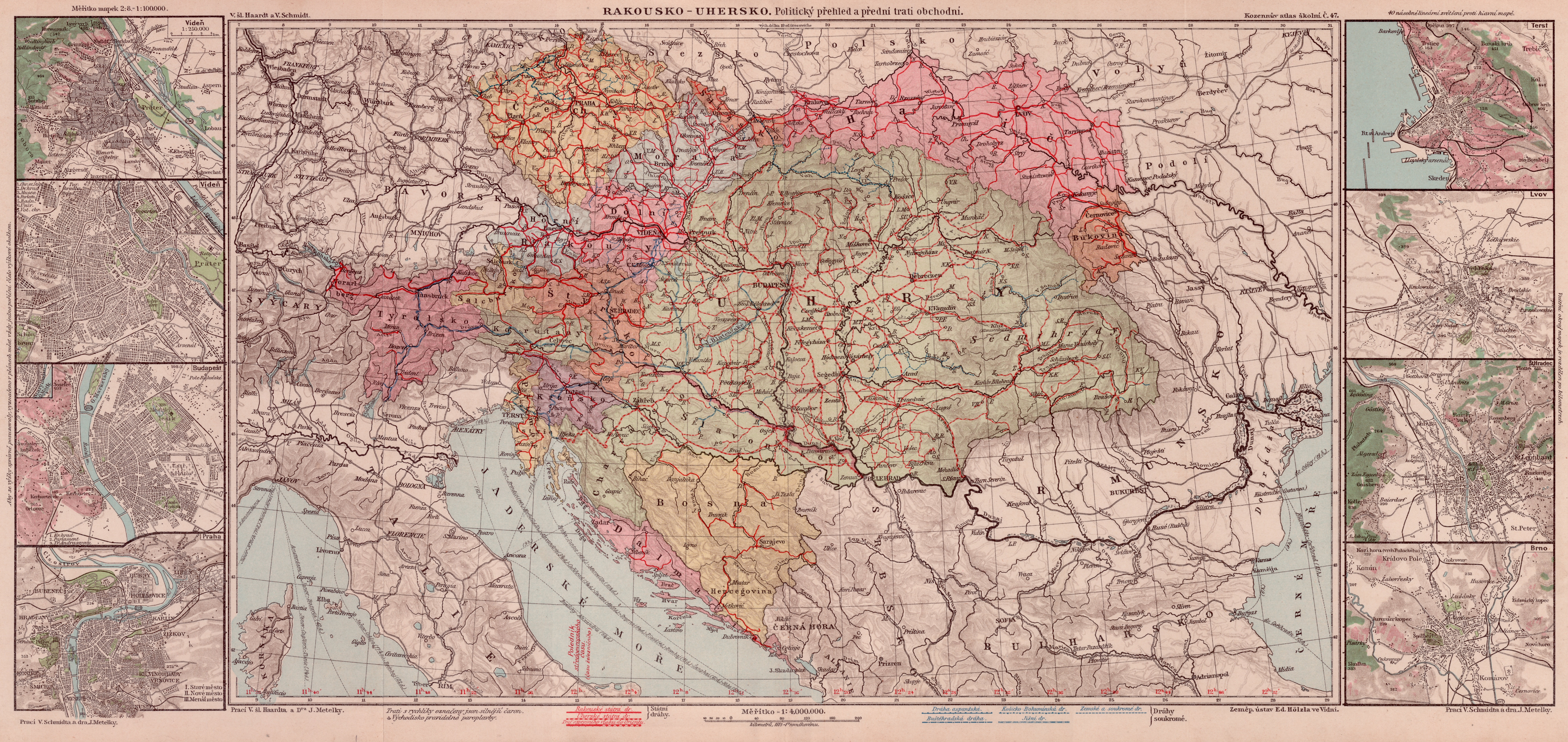
Kocenův atlas, mapa č. 47, Rakousko-Uhersko. Politický přehled a přední trati obchodní. 15. české vydání, 1914

V době svého působení v Olomouci se seznámil s knihkupcem a nakladatelem Eduardem Hölzelem, který jej přesvědčil, aby sestavil školní atlas, který rakouským školám zatím chyběl. Atlas nakonec vyšel v roce 1861. Jako inspiraci a zdroj map využil německé příruční atlasy (Handatlas) Adolfa Stielera a Heinricha Kieperta a německé školní atlasy, jejichž mapy někdy jen mírně upravil. Doplněné a upravené vydání B. Kozenn's geographischer Schul-Atlas : für die Gymnasien, Real- und Handels-Schulen der Österreichischen Monarchie z roku 1861 byl schváleno jako učebnice pro střední školy v Rakousko-Uhersku.
V průběhu let byl atlas přepracováván a aktualizován. Tuto práci provedli Vinzenz von Haardt, Friedrich Umlauft, Wilhelm Schmidt a Franz Heiderich. Vydání atlasu z roku 1900 sneslo srovnání s nejlepšími atlasy své doby. Mezi lety 1861-1918 vyšlo celkem 42 vydání tohoto atlasu v němčině.
Pod názvem Kozennův školní atlas (Kozenn-Schulatlas) vycházejí školní atlasy pro rakouské školy dodnes.

### Vydání Kozennova atlasu v jiných jazycích
Atlas byl rovněž překládán do národních jazyků monarchie.
- polsky (1861, 1868-1870, 1879)
- chorvatsky (1887, 1900)
- česky (1892–1909), celkem patnáct vydání. Pro potřeby českých škol atlas upravili Josef Jireček (vydání 1893) a později Jindřich Metelka (14. české vydání, 1900).
- italsky (1904 )[7]

### Další díla
- Grundzüge der Geographie für die 1. Classe der Mittel- und Bürgerschulen
  - České vydání: Kozennův Zeměpis pro školy národní, překlad Vilém Appelt, Ve Vídni ; a Olomouci : Nákladem Eduarda Hölzla, 1876
  - Od této knihy je odvozena i učebnice Počátkové zeměpisu / kteréž (s částečným užitím Kozenn’ova zeměpisu) pro školy mocnářství Rakouského složil Josef Erben, V Olomouci : Nákladem Eduarda Hölzla, 1863
- Vytvořil také četné školní nástěnné mapy.

## Posmrtná připomínka
Dne 16. října 1898 byla odhalena pamětní deska na jeho rodném domě. Dnes je zde malé muzeum.

## Zajímavost
Přestože byl Kozenn původem Slovinec, vysloužil si v době olomouckého působení i nepřízeň českého tisku. Když byl v roce 1870 ustanoven členem zkušební komise pro kandidáty učitelství slovanských škol, označil ho deník Moravská orlice za „slova českého neznajícího Němce“. Ve stejném roce ho katolický deník Čech po jeho protikatolickém vystoupení nazval „odrodilý Slovinec“.